# Recht am eigenen Bild (Schweiz)
Das Recht am eigenen Bild in der Schweiz wird als Ausfluss des allgemeinen Persönlichkeitsrechts verstanden und damit im ersten Teil des Zivilgesetzbuchs (als Konkretisierung des Art. 28) sowie im Bundesgesetz über den Datenschutz geregelt. Das Bundesgericht hat 2001 festgehalten, dass eine Verletzung des Rechts am eigenen Bild bereits vorliegt, «wenn jemand ohne seine Zustimmung um seiner Person willen fotografiert wird.»
Mit Entscheid vom 27. Mai 2010 erkannte das Schweizerische Bundesgericht, dass Name, Bild und Stimme nicht zum Kernbereich menschlicher Existenz gehören und dass das Recht am eigenen Bild (einschliesslich des Rechts an Bildern, die Handlungen darstellen, welche in die Intimsphäre eingreifen) daher Gegenstand verbindlicher vertraglicher Verpflichtungen sein kann. Daher wies es die Klage einer Frau ab, die ihre vertraglich erteilte Einwilligung in die Veröffentlichung pornografischer Bilder von ihr im Internet nicht mehr gelten lassen wollte.
Da es sich beim Recht am eigenen Bild um ein Persönlichkeitsrecht handelt, erlischt es mit dem Tod des Abgebildeten. Erben können dieses Recht nicht im Namen des Verstorbenen einklagen. So hat das Bundesgericht festgehalten: «Die Persönlichkeitsgüter Verstorbener können nur von deren Angehörigen gewahrt werden, indem sich diese auf ihr eigenes Persönlichkeitsrecht stützen.» Daraus geht etwa hervor, dass 1944 die Witwe des Künstlers Ferdinand Hodler (1853–1918) erfolgreich gegen die Ausstellung eines Bildes vorgehen konnte, das ihren verstorbenen Mann auf dem Totenbett zeigte, da dadurch ihre Privatsphäre verletzt wurde. Wenn man sich jedoch bei Fotos Verstorbener, die zu ihren Lebzeiten aufgenommen wurden, nicht auf den Andenkensschutz und das eigene Pietätsgefühl berufen kann, können keine Persönlichkeitsrechte geltend gemacht werden, da diese erloschen sind. So scheiterten die Eltern eines ertrunkenen Mädchens 2014 vor dem Bundesgericht mit ihrer Klage gegen eine Zeitung, die Fotos veröffentlicht hatte, welche zu Lebzeiten des Mädchens aufgenommen wurden.